# Octan tokoferylu
Octan tokoferylu, octan witaminy E – organiczny związek chemiczny, ester kwasu octowego i witaminy E (tokoferolu). Jest witaminowym suplementem stosowanym w produktach dermatologicznych, np. w kremach. W przeliczeniu na czystą witaminę E przenika około 5%.
Ester ten jest dość często stosowany zamiast witaminy E w związku z zablokowaną fenolową grupą hydroksylową, co wiąże się z obniżeniem kwasowości i wydłużeniem trwałości substancji. Uważa się, że octan powoli hydrolizuje i jest wchłaniany przez skórę, zapewniając ochronę przed promieniowaniem ultrafioletowym.